# Ђакомаци (Виченца)
Ђакомаци је насеље у Италији у округу Виченца, региону Венето.
Према процени из 2011. у насељу је живело 36 становника. Насеље се налази на надморској висини од 363 м.